# Éditions Tana
Les éditions Tana sont une maison d'édition française créée en 2005, spécialisée dans l'écologisme et le faire soi-même, rachetée en 2013 par le groupe Editis.

## Histoire
La maison d'édition Tana est créée en 2003, avec comme spécialité les livres de cuisines et de loisirs créatifs.
En 2013, le groupe Editis achète la marque et le fonds, qui réunissait alors 200 titres. La directrice éditoriale est alors Marie Baumann. Celle-ci mène alors un travail de mutation de la maison de manière à maintenir sa réputation de dénicheur, tout en s'éloignant des ouvrages à petits prix de créations et de cuisine.
En 2014, Tana publie l'un des plus grands livres pop-ups, réservé aux adultes, nommé Jeux t'aime de Carole Appert.
En 2019, Marie Baumann quitte son poste pour passer à la direction éditoriale de Hoëbeke; Suyapa Hammje est nommée pour la remplacer chez Tana. C'est sous l'impulsion de la nouvelle directrice éditoriale, impliquée personnellement contre le réchauffement climatique, qu'est annoncée le 28 février 2019 la création du label écoresponsable de la maison,. Le logo, choisi lors de la création de la maison en 2003 (le scarabée de l’Égypte antique qui représente la fertilisation des sols) fait écho à ce choix. Cela implique de choisir les sujets des livres et de choisir des matières recyclées ou biologiques pour l'impression des documents. Le papier choisi est labellisé FSC (Forest Stewardship Council), les impressions labellisées Imprim'Vert sont en France,.
La même année, les éditions annulent la publication de Manifeste pour le 21ème siècle de Roger Hallam, à la suite des propos de l'auteur qui minimisait l'Holocauste. Cette décision a poussé à l'annulation de la version traduite en allemand ; mais le livre est disponible au Royaume-Uni.
En 2021, les éditions vont plus loin quand Suyapa Hammje inaugure la nouvelle collection "Fake or not", dont l'objectif est de décrypter les débats concernant l'environnement.
En 2023, Suyapa Hammje quitte son poste pour passer à la direction éditoriale des éditions Ulmer; Olivia Recasens est nommée pour la remplacer chez Tana.

## Ligne éditoriale
À l'origine spécialisée dans les livres de cuisine et de loisirs créatifs, Tana Éditions s'est spécialisée depuis 2019 dans l'écologisme, aussi bien dans les sujets abordés que ses méthodes d'éditions. L'objectif principal de cette direction éditoriale est de lutter contre le réchauffement climatique et l'écoanxiété.

## Œuvres Principales
Parmi les œuvres majeures publiées par Tana Editions, les sujets sont principalement socio-écologiques avec Comment rester écolo sans finir dépressif de Laure Noualhat (2020) qui remporte le prix du livre engagé pour la planète, et Devenir gardiens de la nature de Marine Calmet (2021) qui remporte le prix d'écologie de l'institut européen d'écologie. Pour encourager l'action verte, la maison compte dans son fonds d'autres ouvrages de manuels pratiques comme Réussir son potager du paresseux de Didier Helmstetter (2020). Les éditions Tana travaillent aussi sur l'écoféminisme avec deux ouvrages : ReSister de Jeanne Burgart Goutal et Aurore Chapon (2021), et Après la pluie, horizons féministes de Solène Ducrétot (2020).
Les ouvrages, en lien avec la nature, mais tournés vers la spiritualité et le bien-être sont aussi retrouvés parmi les ouvrages principaux de la maison, comme Materia Prima de Gaëlle Faure (2021).

## Annexe